# Sept Sages de la forêt de bambous
Pour les articles homonymes, voir Sept Sages.
Les Sept Sages de la forêt de bambous (chinois : 竹林七賢 ; pinyin : zhú lín qī xián) ont vécu pendant la période troublée des Trois Royaumes (220-280) à proximité de la capitale du royaume de Wei, Luoyang, en Chine du Nord. Ils ont laissé des poèmes et des compositions musicales mais aussi des écrits sur le taoïsme qui témoignent de fortes individualités, d’une grande sensibilité et pour l’un d’entre eux, Xi Kang, d’une remarquable sincérité dans sa foi au taoïsme naturaliste. Tous se sont éloignés du pouvoir politique et des responsabilités qu’on voulait leur confier dans cette période de guerres incessantes. Ils ont choisi de se retirer. Le refus d’un tel poste par Xi Kang a provoqué la réaction du pouvoir : il a été exécuté.
Pour des générations de gens cultivés, et surtout à partir du Ve siècle, les Sept Sages sont devenus des modèles d’hommes libres. La tradition veut qu’ils se soient réunis dans un « bosquet de bambous » de la demeure de Xi Kang et se soient livré à des « causeries pures », buvant, fumant et célébrant les trois arts : poésie, calligraphie et musique. Des comportements excentriques leur sont attribués : excès de boisson, nudité… et surtout irrespect des rites dans un monde encore soumis aux conventions du confucianisme.

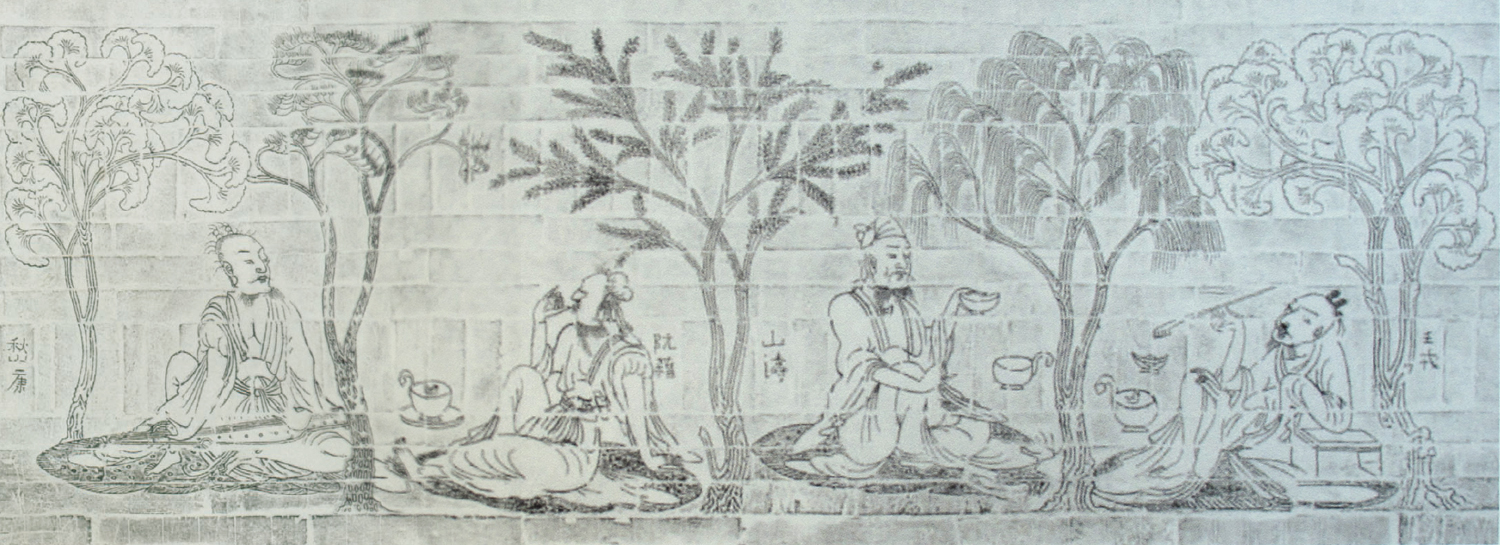
Estampage d'un relief mural recomposé d'après une peinture de Lu Tanwei (?). De gauche à droite : Xi Kang, Ruan Ji, Shan Tao et Wang Rong. Tombe princière de la période des Song du Sud (sec. moitié du Ve). L'ensemble, sur deux murs, représente les Sept Sages de la forêt de bambous (des Trois Royaumes) et Rong Qiqi (penseur des Printemps et Automnes), buvant, fumant et célébrant les trois arts : poésie, calligraphie et musique. 80 x 240 cm.

## Un regroupement de personnalités exemplaires

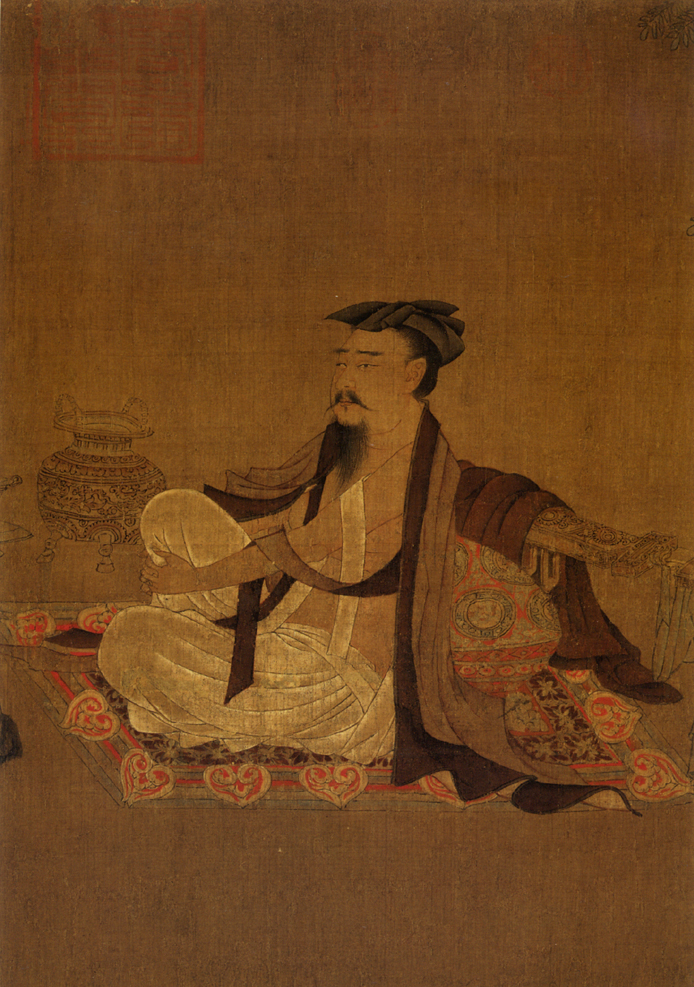
Portrait d'un lettré hautement affranchi. Peut-être le poète Ruan Ji, du groupe des "Sept Sages de la forêt de bambous". Détail d'un rouleau vertical, encre et couleurs sur soie. Attribué à Sun Wei (seconde moitié du IX). Musée de Shanghai

Selon une hypothèse émise par Chen Yinke, l'appellation de « Sept Sages » pourrait venir d'un passage des Entretiens de Confucius (XIV, 37) : « Le sommet de la sagesse est d'éviter le siècle. [...] Sept hommes l'ont fait » (trad. Ryckmans). Quant à la « forêt (ou bosquet) de bambous », il pourrait s'agir d'un décalque du sanskrit Veḷuvana (Veṇuvana), lieu où prêchait le Bouddha.
Depuis toujours les Chinois aiment regrouper les poètes et penseurs, calligraphes et souvent musiciens et/ou peintres, dès qu’on leur trouvait des points communs.
Ces sept personnages qui ont vécu à l’époque des Trois Royaumes (220-280) n’ont peut-être été assemblés que par la volonté d’un historien du Moyen Âge chinois. C’est en effet une pratique conventionnelle en Chine que de composer ainsi des groupes de penseurs, calligraphes et poètes, musiciens et peintres en raison de certaines proximités de pensée et de sensibilité, perceptibles dans leur œuvre conservée ou dans les souvenirs qui courent à leur propos. Les raisons de leur regroupement posthume restent difficiles à reconstituer aujourd’hui
Les Sept Sages du IIIe siècle ont été héroïsés dès le Ve siècle en raison de l’attitude exemplaire de ces intellectuels qui surent manifester, malgré leurs origines aristocratiques pour la plupart, leur détachement à l’égard du pouvoir politique après le déchirement de la dynastie Han et, dans le calme de ce retrait des affaires politiques, la pratique en petits groupes des « causeries pures », de tradition récente à la fin de la dynastie. La littérature et la peinture ont su ensuite, aux IVe et Ve siècles, en donner l’image de personnalités indépendantes, affirmant leur liberté personnelle de penser et d’agir, voire leur individualisme et leur détachement critique hors des sphères du pouvoir. Un certain nombre de gestes et attitudes emblématiques leur sont attribués alors par la tradition : un comportement iconoclaste, un esprit « anarchisant » et anti-ritualiste, comportements qui vont de pair avec la consommation excessive d’alcool – une pratique dont il faudrait faire l’étude tant elle apparait comme un « marqueur », un signe qui permet de qualifier une personnalité – et le fait de se promener nu ou d’uriner en public.
Deux traits marquants de ce club étaient des pratiques en vogue auparavant dans les milieux des intellectuels et de certains aristocrates. Les causeries auxquelles les Sages se seraient complus s’inscrivent dans une tradition, celle des « causeries pures » qui avait déjà cours à la fin des Han orientaux. Dans cette période de désordre l’aristocratie et l’intelligentsia eurent souvent la réaction de choisir une vie de retraite où l’on pourrait se divertir intelligemment par des jeux de l’esprit entre gens de même culture.
C’est surtout deux siècles après, dans les Nouvelles histoires mondaines (Shishuo xinyu) qu’on leur a attribué les signes d’un comportement anticonformiste. Quant à leur prétendue conduite scandaleuse, cette tradition posthume pourrait avoir été une façon de les discréditer, et les auteurs pourraient en être des proches du clan des Sima.
Leur personnalité idéalisée fut donnée en exemple à plusieurs moments de l’histoire de la Chine, jusqu’à aujourd’hui : ils incarnent toujours une vie libre. Ils servirent de modèle au portrait générique du « lettré hautement affranchi », comme celui attribué à Sun Wei (2e moitié du IXe siècle). Le motif, en peinture, des « Sept Sages de la forêt de bambous » revient souvent à la fin de la dynastie des Ming et au début de la dynastie des Qing. Dans ces peintures réalisées par des lettrés, peintres amateurs qui, pour de multiples raisons, souffrent de leur condition et de la politique, les Sages paraissent avoir su s’affranchir superbement des rites contraignants et des servitudes de la vie politique qui règlent si étroitement l'existence du lettré chinois. Mais le regard des artistes chinois d’aujourd’hui pourrait bien nuancer cette image.

## Liste des Sept Sages
Le groupe se composait de :
- Xi Kang (223-262). Haut dignitaire, le plus grand poète et le philosophe le plus célèbre de son temps. Essai sur le qin. Essai sur le caractère tout relatif du monde, il expose sa soif de « grande pureté ». Lien marital avec le clan royal au pouvoir des Wei. Refus d’un poste proposé par Sima Zhao[N 2] par l’entremise de Shan Tao avec lequel il rompt dans une lettre restée fameuse. Il est exécuté, mais joue de la cithare (qin) jusqu'au dernier instant[11]. L'année suivante, en 263, Sima Zhao envahissait le royaume de Shu-Han et recevait, peu de temps après, la soumission de l'« Empereur » Liu Shan.
- Liu Ling (221-300). Poète. La tradition en a fait un buveur invétéré.
- Ruan Ji (210-263). Poète. Deux motifs traversent sa poésie, la recherche de valeurs constantes, et l’impermanence de la vie.
- Ruan Xian (en) (230-281). Neveu du poète Ruan Ji. Musicien de très grand talent : en son honneur on a donné au luth chinois le nom de ruan. La tradition a conservé l’image d’une attitude irrespectueuse à l'occasion du deuil de sa mère.
- Xiang Xiu (228-281). Féru de taoïsme il a rédigé un commentaire du Zhuangzi.
- Wang Rong (234-305). Haut dignitaire, ancien général. La tradition a pointé son comportement « sans cérémonie ».
- Shan Tao (205-283). Haut dignitaire. Le plus âgé du groupe. Taoïste exégète des anciens textes. La tradition en fait « le traitre », celui qui retourne à la cour et sert d’intermédiaire entre le pouvoir et son ami Xi Kang pour que celui-ci accepte un poste à la cour.

## Xi Kang
« Le monde vulgaire s'éveille difficilement;

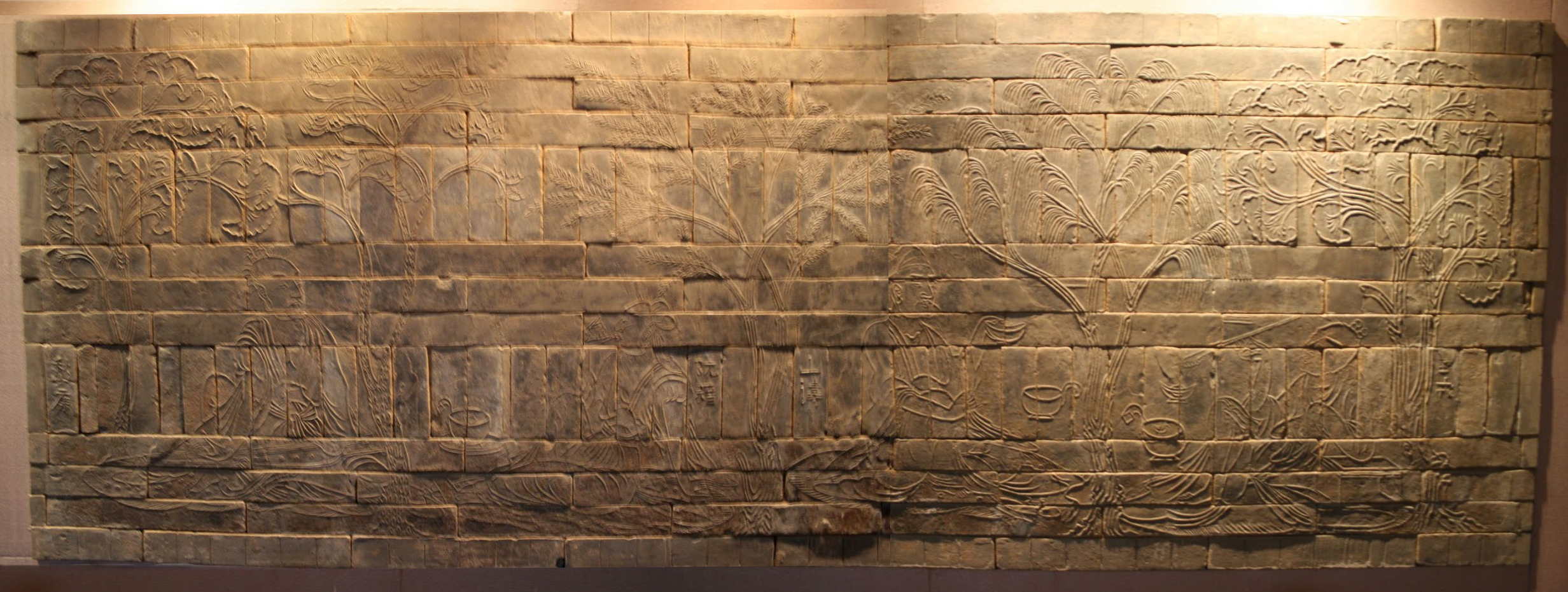
Original correspondant à l'estampage ci-dessus. Mur de briques assemblées provenant d'une tombe princière de la période des Song du Sud (sec. moitiè du Ve) et conservé au Musée de Nanjing

Il ne s'arrête jamais dans sa poursuite des choses matérielles.
Mais l'homme parfait regarde au loin;
Il retourne à la nature.
(...)
Car le corps est à estimer, le vain nom à mépriser.
La gloire et le déshonneur n'existent pas.
L'important est de laisser aller sa volonté
Et de libérer son cœur sans repentirs. »

## Le lieu: «la forêt de bambous»

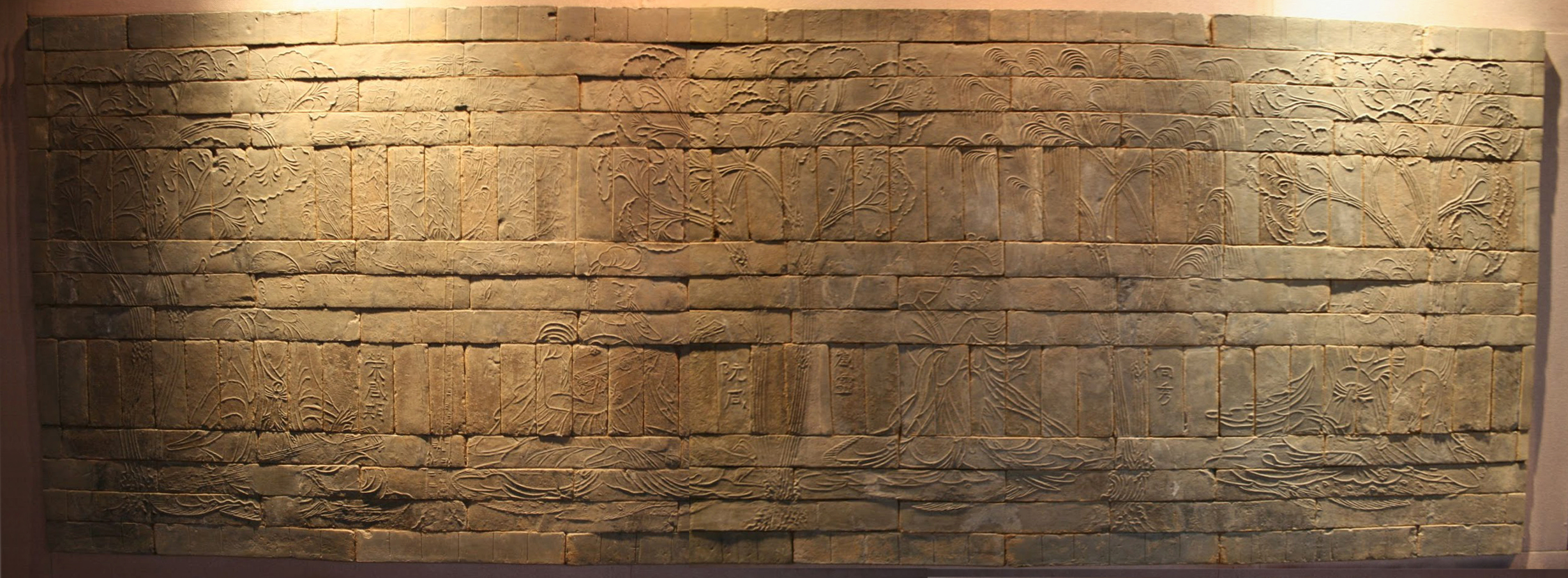
L'autre côté de la chambre funéraire, conservé lui aussi au Musée de Nanjing. On peut reconnaître de gauche à droite Xiuang Xiu (228-281) sous un gingko, Liu Ling (vers 221- vers 300), Ruan Xian (230-281) and Rong Qiqi (supposé en activité au V avant notre ère), un contemporain de Confucius, sous un gingko lui aussi.

Selon Donald Holzman c’est dans sa demeure de Chan Yang, un peu au Nord de la capitale Luoyang que Xi Kang rencontrait ses amis où tous prenaient part à ces « causeries pures ». En effet, après qu’il eut emménagé dans ce lieu, à part quelques voyages dans les montagnes un peu plus au Nord, il ne se déplaça plus jusqu’à sa mort tragique.
Le motif du « bosquet de bambous » est très rarement pris au sens propre dans l’iconographie des Sept Sages. Dans les reliefs funéraires on distingue très nettement plusieurs ginkgo biloba, et d'autres essences d'arbre. Les vertus thérapeutiques du ginkgo connues « depuis toujours » en médecine chinoise pourraient s’expliquer par les capacités vaso-dilatatrices du ginkgo, générant une augmentation du débit sanguin notamment cérébral, ce qui pourrait permettre de traiter certains problèmes associés au vieillissement comme la perte de la mémoire...
Le bambou, par ailleurs, est l’ornement favori des jardins de lettrés car il symbolise la résistance aux tempêtes, aux frimas, et il reste l’ami de l’homme pendant l’hiver quand toute vie a disparu. C’est un être exemplaire. Dans l’esprit du lettré si le pin est associé à la sagesse, le bambou l’est à la force et à l'éthique.

## Art contemporain
- La performance réalisée par Jingjiang Group à la Xe Biennale d'art contemporain de Lyon, 2009-2010, « Le spectacle du quotidien », était intitulée « Le jardin de pins – Aussi féroce qu’un tigre ». Le groupe d’artistes s’est réuni au cours de la performance et a consacré une grande partie de son temps à des « causeries », mais aussi à jouer, à boire des bières qui sont restées, avec des mots jetés en rouge sur une grande feuille de vinyle et les calligraphies qu’ils avaient réalisées, suspendues. Le décor était composé de « graviers », de « pins » et de panneaux lumineux. On peut y voir comme une transposition des Sept Sages dans le monde actuel[15]. Ici on retiendrait des Sept Sages leur vie libre, et leurs créations.
- Le film de Yang Fudong, Les Sept Sages de la forêt de bambous, 2003, film noir et blanc 35 mm de 29 min, met en scène un groupe de jeunes gens, dont deux couples, en vêtements de ville soignés, certains affichant une canne élégante. L’image choisie par Lü Peng[16] les montre le regard suspendu en direction de la gauche du spectateur, un peu comme dans une certaine imagerie de propagande de la Chine révolutionnaire, un seul regarde ailleurs. Ici on retiendrait des Sept Sages leur attitude distante et contemplative.